# 南砺市立井波中学校
南砺市立井波中学校（なんとしりつ いなみちゅうがっこう）は、富山県南砺市井波地区にある公立中学校。

## 沿革
- 1947年4月 - 井波町外五か村中学校組合立井波中学校として誕生[2]。
- 1949年 - 井口分校設立。
- 1950年 - 井波中学校校歌制定。
- 1959年 - 井波町立井波中学校と改名。
- 2004年 - 市町村合併により、南砺市立井波中学校と改名。

## 通学区域
合併前の井波町の区域

## 交通
加越能バス井波バス停より徒歩5分

## 著名な出身者
- 清水扇丈（数学者）
- 安丸良夫（歴史学者）
- 坪井清志郎（サッカー選手）